# Karim Atamna
Karim Atamna, né le 21 décembre 1980 à Cluses, est un joueur franco-algérien puis entraîneur de basket-ball. Il est international algérien. Pendant sa carrière de joueur, il évolue au poste d'arrière.

## Clubs successifs
- 1998-2000 : Maurienne (Pro B)
- 2000-2002 : Cambrai (NM2)
- 2002-2006 : Lievin (NM1)
- 2006-2007 : Le Portel (NM1)
- 2007-2008 : Le Portel (Pro B)
- 2008-2010 : Reims (NM1)
- 2010-2014 : Fos-sur-Mer (Pro B)
- 2014-2015 : Antibes (Pro B)
- 2015-2016 : Aix-Maurienne (NM1)
- 2016-2020 : Aix-Maurienne (Pro B)

## Palmarès

### En club
- Champion de France Pro B en 2014
- Champion de France NM1 en 2010

### Sélection nationale
- Vainqueur de la Coupe arabe des nations : 2005 (Arabie saoudite)
- 7e aux Jeux méditerranéens 2005 (Espagne)
- 4e au Championnat d'Afrique 2005 (Algérie)